# Violeta Bermúdezová
Violeta Bermúdezová Valdiviaová (* 12. srpna 1961 Lima) je peruánská právnička, spisovatelka a diplomatka, která byla v letech 2020–2021 peruánskou premiérkou. Během své kariéry pracovala v různých oblastech správy věcí veřejných, od významných pozic v peruánské vládě až po spolupráci s nevládními organizacemi zaměřenými na řádnou správu věcí veřejných, lidská práva a prosazování rovnosti žen a mužů. Zastávala funkce v Agentuře Spojených států amerických pro mezinárodní rozvoj a pracovala v kabinetech prezidenta Alejandra Toleda a premiérky Beatriz Merino.

## Biografie
Bermúdezová se narodila v Limě. Vystudovala práva a politologii na Národní univerzitě svatého Marka (bakalářský titul) a ústavní právo na Papežské katolické univerzitě v Peru (magisterský titul).
Účastnila se národních a mezinárodních konferencí o demokracii, lidských právech a genderu, zastupovala peruánské nevládní organizace na II. světové konferenci o lidských právech (Vídeň, 1993) a na IV. světové konferenci o ženách, která se konala v Pekingu v roce 1995.
Od dubna 1997 do ledna 2002 působila jako koordinátorka pro lidská práva v Agentuře Spojených států amerických pro mezinárodní rozvoj, kde zastupovala Peru.
Dne 24. ledna 2002 ji prezident Alejandro Toledo jmenoval náměstkyní ministra pro podporu žen a lidský rozvoj a zasloužila se o schválení legislativy na Fóru rovnosti a sociální spravedlnosti. V červenci 2003 se stala šéfkou kabinetu poradců premiérky Beatriz Merino, z této pozice odešla o několik měsíců později v prosinci téhož roku.
Od roku 2003 vyučovala na Katolické univerzitě, byla členkou správní rady významné peruánské feministické nevládní organizace Movimiento Manuela Ramos a pracovala jako nezávislá konzultantka.
V letech 2012 až 2017 byla ředitelkou projektu pro decentralizaci Agentury Spojených států pro mezinárodní rozvoj zaměřeného na posílení decentralizovaného veřejného řízení v Peru prostřednictvím zlepšení institucionálních kapacit regionálních a místních samospráv pro poskytování lepších služeb občanům.
Dne 18. listopadu 2020 prezident Francisco Sagasti jmenoval Bermúdezovou premiérkou Peru, kde nahradila kvůli rostoucím sociálním nepokojům v zemi Ántera Florese Aráoze. Je pátou ženou v historii Peru, která zastávala funkci premiérky. Během svého působení ve funkci prozatímní peruánské premiérky se zaměřila na identifikaci klíčových problémů, které potřebují reformu, a snažila se vytvářet různorodé koalice, které usilují o řešení založená na demokratických ideálech. Jako premiérka dohlížela na 18 ministerstev a koordinovala jejich činnost, zavedla celostátní očkovací kampaň proti covidu a prosadila 13 vládních zákonů, včetně zákona o zřízení oddělení pro trestné činy proti životnímu prostředí v rámci ministerstva životního prostředí.
Je autorkou knihy Género y poder. La igualdad política de las mujeres (Gender a moc. Politická rovnost žen), v níž rozvíjí základní principy rovnosti pohlaví a navrhuje paritu jako nedílnou součást práva na politickou účast.
Je provdaná za právníka Samuela Abada Yupanquiho.